# Bonjour le monde !
Pour plus de détails, voir Fiche technique et Distribution.
Bonjour le monde ! est un film d'animation français réalisé par Anne-Lise Koehler et Éric Serre sorti en 2019.
Ce film est basé sur une série d'animation dont le pilote avait été récompensé au festival d'animation d'Annecy en 2015. Le long métrage a quant à lui été présenté pour la première fois dans ce même festival lors de l'édition 2019.

## Synopsis
Réalisées en papier mâché, les délicates marionnettes prennent vie en stop-motion, dans de superbes décors colorés, pour raconter aux petits et aux grands la vie de la faune et de la flore de nos campagnes et les sensibiliser à la préservation de la nature et à l’équilibre des écosystèmes. Une œuvre où les marionnettes, les sculptures, la peinture et l’animation réinterprètent la Nature, pour nous la faire redécouvrir comme nous ne l’avons jamais vue...

## Fiche technique
Sauf indication contraire, les informations mentionnées dans cette section peuvent être confirmées par les bases de données cinématographiques IMDb et Allociné,  présentes dans la section « Liens externes ».
- Titre original : Bonjour le monde !
- Réalisation : Anne-Lise Koehler et Éric Serre
- Scénario : Anne-Lise Koehler
- Animation : Éric Serre
- Photographie : Fabrice Richard et Philippe Roussilhe
- Montage : Céline Kélépikis et David Sauve
- Musique : Den Gotti
- Production : Alexis Lavillat
  - Production exécutive : Damien Lévy
- Sociétés de production : Normaal Animation
- Société de distribution : Gebeka Films
- Pays d'origine :  France
- Langue originale : français
- Format : couleur - 1,85:1 - son multicanal D-Cinema 48 kHz 5.1
- Genre : animation
- Durée : 67 minutes
- Dates de sortie :
  - France : 14 juin 2019 (festival d'Annecy) ; 2 octobre 2019 (sortie nationale)

## Distribution
Sauf indication contraire, les informations mentionnées dans cette section peuvent être confirmées par les bases de données cinématographiques IMDb et Allociné,  présentes dans la section « Liens externes ».
Voix originales :
- Kaycie Chase : le Hibou moyen-duc
- Boris Rehlinger : le Grèbe huppé et le Butor étoilé
- Julien Crampon : le Martin-pêcheur
- Magalie Rosenweig : la Tortue Cistude
- Fily Keita : la Noctule de Leisler
- Jérôme Pauwels : le Castor d'Europe
- Brigitte Virtudes : la Salamandre tachetée
- Josy Bernard : la Grande Brochet
- Pierre-Alain de Garrigues : l'Anax empereur
- Valérie Alane : la Nature
- Jean Chevallier : voix additionnelles